# Обер-шталмейстер

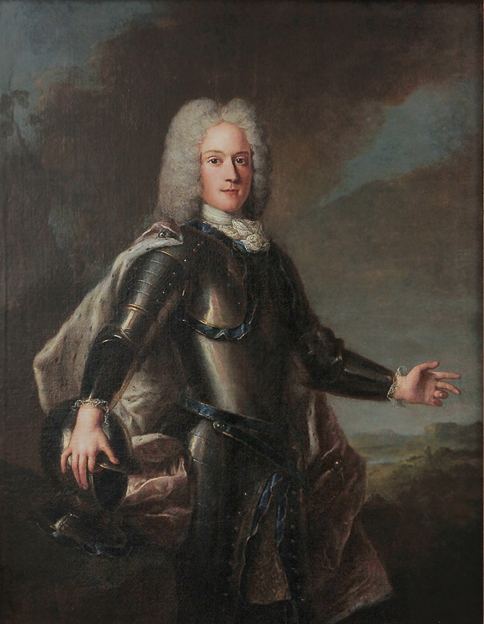
Князь Александр Борисович Куракин (1697—1749) — сенатор, обер-шталмейстер, дипломат.

Обер-шталмейстер — (нем. Oberstallmeister — буквально «старший начальник конюшни») должность (чин) в Русском царстве и Российской империи, с 24 января (4 февраля) 1722 года — придворный чин 3-го класса в Табели о рангах (в 1766 году был перемещён во 2-й класс табели). Обер-шталмейстер относился к первым чинам Императорского двора.
Как и другие придворные чины, упразднён после Февральской революции 1917 года.
Форма титулования — «Ваше высокопревосходительство».

## Известные обер-шталмейстеры
- См. Категория:Обер-шталмейстеры (Россия)